# Condado de York (Carolina do Sul)
O Condado de York é um dos 46 condados do Estado americano da Carolina do Sul. A sede do condado é York, e sua maior cidade é Rock Hill. O condado possui uma área de 1 802 km² (dos quais 34 km² estão cobertos por água), uma população de 164 614 habitantes, e uma densidade populacional de 93 hab/km² (segundo o censo nacional de 2000). O condado foi fundado em 1785.